# Wells City F.C.
Wells City F.C. là một câu lạc bộ bóng đá Anh đến từ Wells, Somerset. Câu lạc bộ liên kết với Somerset County FA, hiện tại đang thi đấu ở Western League Division One.

## Lịch sử
Đội bóng gia nhập Western League Division Two năm 1929 và vô địch Western League năm 1950. Phong độ tệ hại khiến cho đội bóng xuống hạng từ mùa giải 1956–57 và sau 3 mùa giải ở Western League Division Two, Wells City bỏ giải đấu.
Wells gia nhập lại Somerset Senior League mùa giải 1960–61 trong khi đội dự bị thi đấu ở Mid-Somerset Football League. Wells kết thúc ở vị trí thứ 6 trong mùa giải đầu tiên ở Somerset Senior League. Đội bóng toàn về đích ở giữa bảng xếp hạng cho đến mùa giải 1965–66, họ xếp thứ 3 sau Street và Welton Rovers Dự bị. Họ cũng là á quân sau Paulton Rovers mùa giải 1971–72. Đội bóng xuống hạng cuối mùa giải 1977–78 season trong khi quyền thăng hạng chỉ xảy ra ở cuối mùa giải 1979–80. Mùa giải 1981–82 lại chứng kiện sự xuống hạng khác. Sự thăng hạng trở lại diễn ra rất lâu, cho đến năm 1994 Wells City mới thành công. Hiệu ứng yo-yo xảy ra một lần nữa khi cuối mùa giải 1997–98 họ xuống hạng rồi lại lên trở lại mùa giải 1998–99. Câu lạc bộ tiếp tục thi đấu ở Premier Division cho đến khi được thăng hạng trở lại Western Football League Division One năm 2008.
Wells City giành chức vô địch Somerset Senior Cup mùa giải 2006–07, sau khi đánh bại Burnham United 2–1 tại Weston-super-Mare.
Mùa giải đầu tiên Wells City trở lại Western League chứng kiến họ về đích ở giữa bảng xếp hạng, cụ thể là vị trí thứ 10.
Ngày 24 tháng 4 năm 2010 Wells City giành quyền thăng hạng Premier Division của Western Football League sau khi đứng nhất. Tuy nhiên họ bị xuống hạng Division One lại vào năm 2013.

## Sân vận động

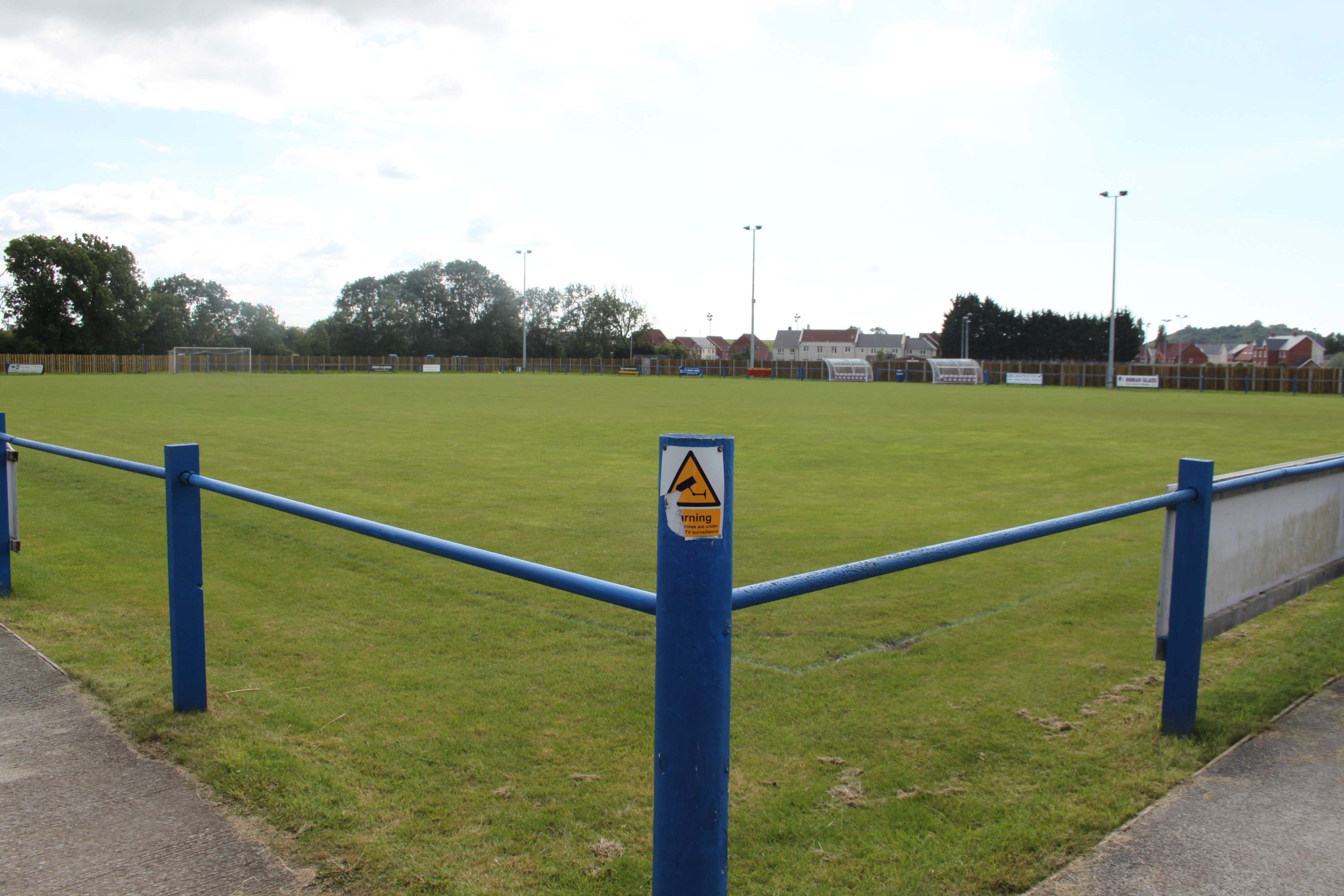
Sân nhà Wells City F.C., Rowdens Rd

Wells City chơi trên sân nhà Athletic Ground, Rowdens Road, Wells, BA5 1TU.

## Danh hiệu

### Danh hiệu Giải đấu
- Western League Division One:[2]
  - Vô địch: 1949–50, 2009–10
  - Á quân: 1950–51, 2015–16
- Somerset County Football League Premier Division:[2]
  - Á quân: 2007–08

### Danh hiệu Cup
- Somerset Premier Cup
  - Vô địch: 2015–16
- Somerset Senior Cup:[3]
  - Vô địch: 1896–97, 1930–31, 1931–32 (cùng với Radstock Town F.C.), 1937–38, 2006–07
  - Á quân: 1895–96, 1927–28, 1929–30, 1938–39, 1947–48, 2001–02
- Somerset Junior Cup[4]
  - Vô địch (1): 1901–02

## Kỉ lục
- FA Cup:[2] Vòng loại 4, 1954–55
- FA Vase:[2] Vòng 2, 2009–10